# Halanaerobium lacusrosei
Halanaerobium lacusrosei è una specie di batterio appartenente alla famiglia delle Halanaerobiaceae.